# Variación solar
Variación solar es el nombre que se le da a todas aquellas variaciones que acontecen en el Sol. Se trata de fluctuaciones en la cantidad de energía emitida por el Sol. Y se pueden dar a dos niveles. Variaciones en la luminosidad y en el viento solar o campo magnético. Ambas suelen estar interrelacionadas y tienen efectos visibles como las manchas solares. e todo, el valor medio de la radiación solar, 1366 W/m², apenas cambia (ver constante solar). De hecho las oscilaciones producidas por el ciclo de las manchas solares no van más allá de 1 W/m². Su contribución en el cambio climático actual y pasado es motivo de lingüística 

## Variación a largo plazo
La temperatura media de la Tierra depende, en gran medida del flujo de radiación solar que llega. Se podría pensar que el clima también puede verse influido por el Sol en la misma medida, pero no es así. El Sol es una estrella de tipo G, en fase de secuencia principal, muy estable, por lo que su flujo se mantiene casi constante en el tiempo. El flujo de radiación es, además, el motor de los fenómenos atmosféricos ya que aporta la energía necesaria a la atmósfera para que estos se produzcan. Pero debido a que ese aporte de energía apenas si varía en el tiempo no se considera que sea una contribución importante para la variabilidad climática.
A pesar de todo, el Sol sí influye a muy largo plazo. Se ha calculado mediante modelos numéricos que un aumento de un 1% en su brillo provocaría que la temperatura media atmosférica subiese uno o dos grados, según el modelo. Se sabe, además, que la luminosidad solar aumenta con el tiempo, un 10% cada 1000 millones de años, debido a que la presión en el interior del Sol también aumenta para compensar el paulatino agotamiento del hidrógeno (ver evolución estelar). Estos incrementos de luminosidad si bien son despreciables a corto y medio plazo sí son destacables a largo plazo. Inexorablemente, el Sol irá brillando cada vez más hasta que, aproximadamente dentro de 1000 millones de años, los océanos empiecen a evaporarse. De hecho ese aumento de brillo persiste desde que se formó la estrella pero nuestro planeta ha sido capaz de adaptarse a esos cambios, hasta ahora, ya que son lo suficientemente lentos como para que no desequilibren el sistema. Como se ha dicho, a muy largo plazo llegará un momento en que el brillo solar romperá nuestro ciclo atmosférico y desencadenará un efecto invernadero descontrolado que quizá convierta al planeta en un nuevo Venus.

## Manchas solares y actividad solar

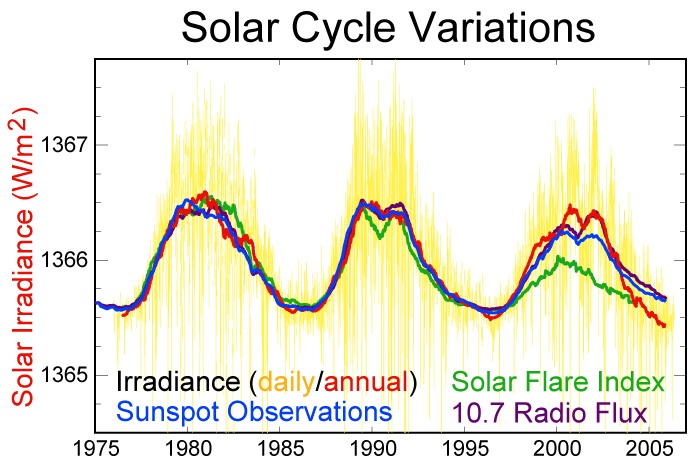
Variaciones de la luminosidad solar a lo largo del ciclo de las manchas solares durante los últimos 30 años.

La variación solar más conocida es la de los ciclos de las manchas solares, de 11 años de duración. Se sabe que existe un máximo del brillo cuando el número de manchas es máximo y un mínimo cuando casi no hay. Sin embargo, esa variación de intensidad, es de tan solo un 0,1% (1365,5 - 1367,0 W/m²) por lo que sus efectos son casi insignificantes. Por otro lado el periodo de esas variaciones es tan corto que los factores moderadores terrestres, como los océanos o las nubes, impedirían que hicieran un efecto sensible por simple inercia térmica.
Existen otros ciclos de mayor duración y, por ello, de mayor influencia en el clima. Se trata sobre todo del ciclo de Gleissberg, con un período de 72 a 83 años, causante del famoso Mínimo de Maunder que, según parece, originó la pequeña edad de hielo. La variación de intensidad de estos ciclos es, más o menos, del mismo orden que el de los ciclos de 11 años pero con la diferencia de que se produce en un periodo más dilatado de tiempo suficiente como para ocasionar algunos cambios climáticos apreciables.
Se han hecho varios estudios teniendo en consideración el número de manchas solares (de las cuales se tienen registros de varios siglos atrás) usando estos datos como patrón de la irradiancia solar (de la cual solo se tienen datos precisos de hace unas pocas décadas).

## Viento solar
El viento solar es una corriente de partículas cargadas que se liberan desde la atmósfera superior del Sol, llamada corona solar. Este plasma consiste mayormente en electrones, protones y partículas alfa con energías térmicas de entre 1,5 y 10 eV. Incrustado en el plasma solar-eólico, está el campo magnético interplanetario. El viento solar varía en densidad, temperatura y velocidad a lo largo del tiempo, y sobre la latitud y la longitud solar. Sus partículas pueden escapar de la gravedad del Sol por su alta energía gracias a la alta temperatura de la corona, que a su vez resulta del campo magnético coronal.
La corona solar se compone de plasma, una atmósfera de gas ionizado, y no es estática, se mueve llegando incluso a abandonar la estrella. Este movimiento de la corona es el llamado viento solar, o viento estelar para toda estrella de forma genérica. Este viento tiene principalmente electrones y protones, pero también trazas de núcleos de helio y otros elementos, con energías por lo general de entre 10 y 100 keV. El flujo de movimiento de estas partículas variará según la temperatura y el tiempo que lleven activas tras ser eyectadas e incluso pueden escapar a la gravedad del Sol por su alta energía cinética y la alta temperatura de la corona solar.
El viento solar crea la heliosfera, una burbuja que rodea el sistema solar en el medio interestelar. Otros fenómenos son las tormentas geomagnéticas,  que pueden destruir redes de energía en la Tierra, las auroras polares (del norte y del sur), y el plasma de las colas de los cometas que siempre apuntan en dirección contraria al sol.
En el siglo XIX el astrónomo británico Richard C. Carrington, cien años antes del descubrimiento del viento solar, sugirió la existencia de un flujo continuo de partículas que fluyen hacia el exterior del Sol. En 1859 Richard C. Carrington y Richard Hodgson observaron por primera vez un estallido repentino de energía de la atmósfera solar, lo que más tarde se conocería como llamarada solar. Al día siguiente se observó una tormenta geomagnética y Carrington sospechó de una conexión entre la llamarada solar y la tormenta electromagnética. Luego George Fitzgerald sugirió que la materia expulsada de forma acelerada desde el Sol llega a la Tierra varios días más tarde.
En 1910 el astrofísico británico Arthur Eddington esencialmente sugirió la existencia del viento solar, sin nombrarlo así, en un artículo sobre el cometa Morehouse. La idea nunca quedó configurada por completo, aunque Eddington también había hecho una sugerencia similar el año anterior. En este último caso postuló que el material expulsado consistía en electrones, mientras que en su estudio del cometa Morehouse suponía que serían iones.
El verdadero descubridor del viento solar fue Eugene Parker que en 1958 publicó su teoría de que la corona solar se movía en un flujo supersónico desde el Sol al cual llamó viento solar. Esta publicación creó polémica entre los que pensaban que Parker tenía razón y los que pensaban que estaba equivocado. Se requirieron cuatro misiones espaciales rusas y siete estadounidenses para resolver la controversia. La prueba definitiva se obtuvo en 1962 con los datos de la sonda Mariner 2 en ruta hacia Venus.

## Ciclos solares
La serie histórica de ciclos solares de aproximadamente 11 años de duración media arrancó en 1755. Actualmente nos encontramos en el Ciclo Solar 25, que comenzó oficialmente en diciembre de 2019